# Église de Nummi
L'église de Nummi (en finnois : Nummen kirkko) est une église située dans le village de Nummi à Lohja en Finlande,.

## Galerie

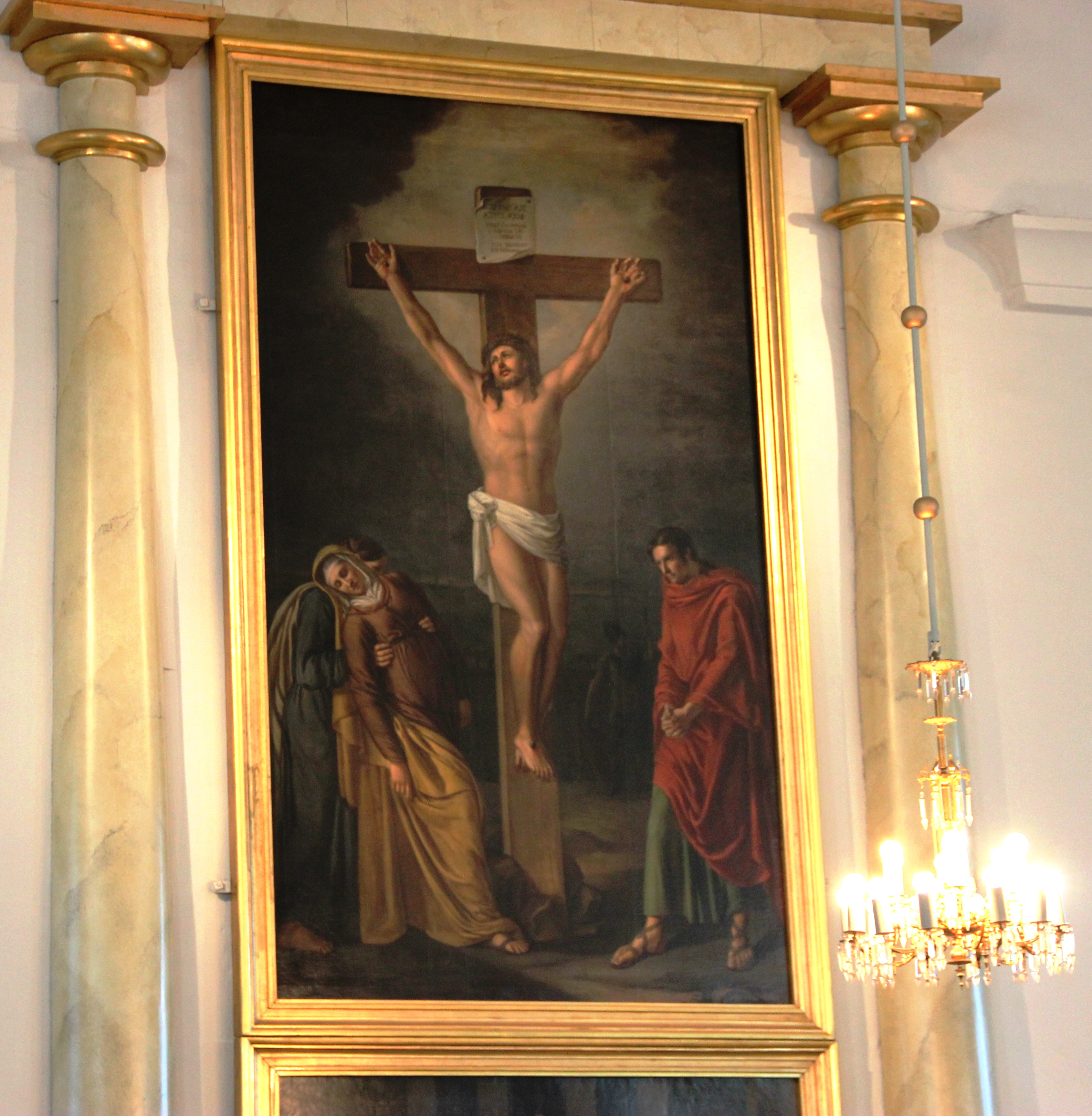
le retable de A. Jägerplan
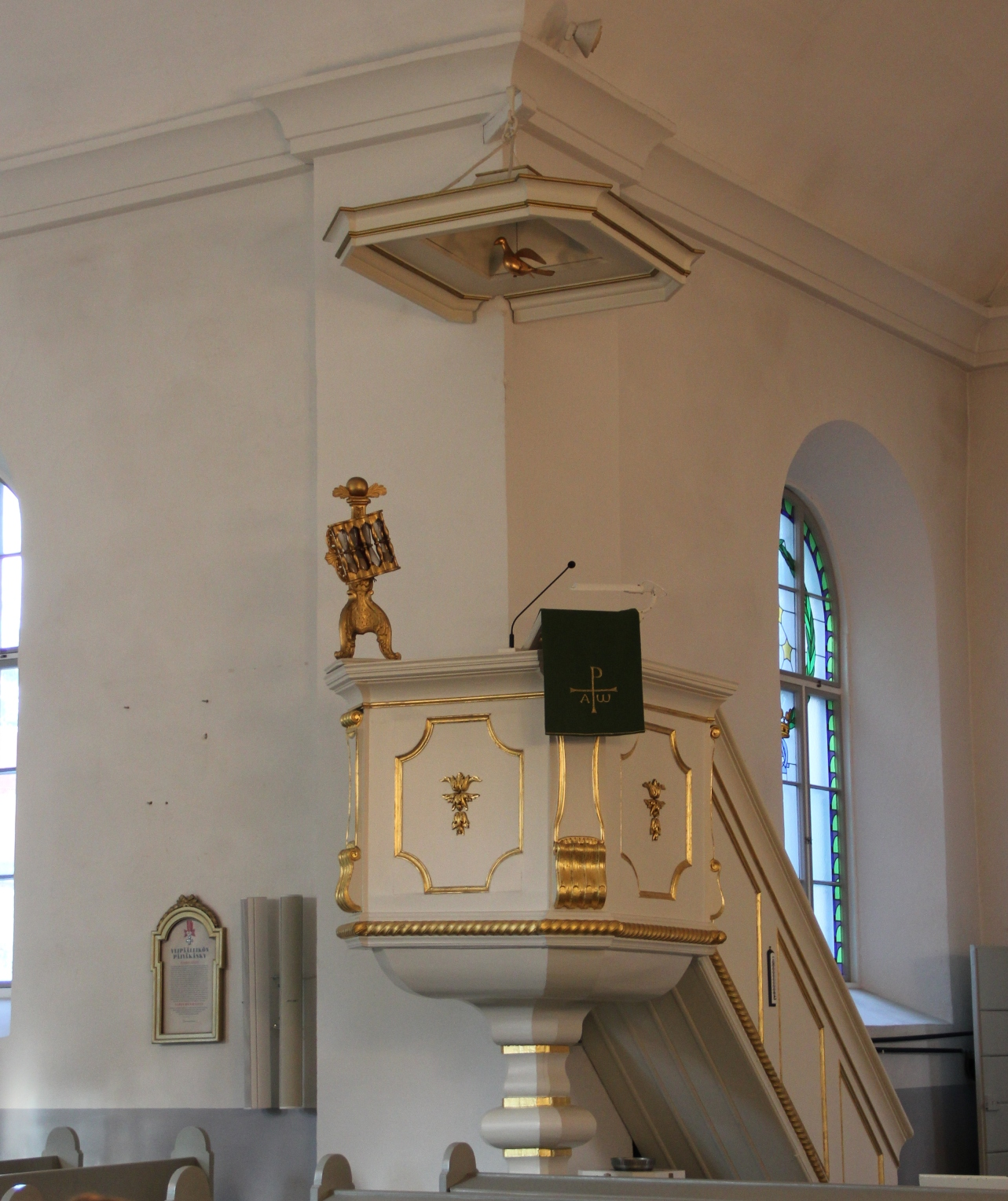
La chaire
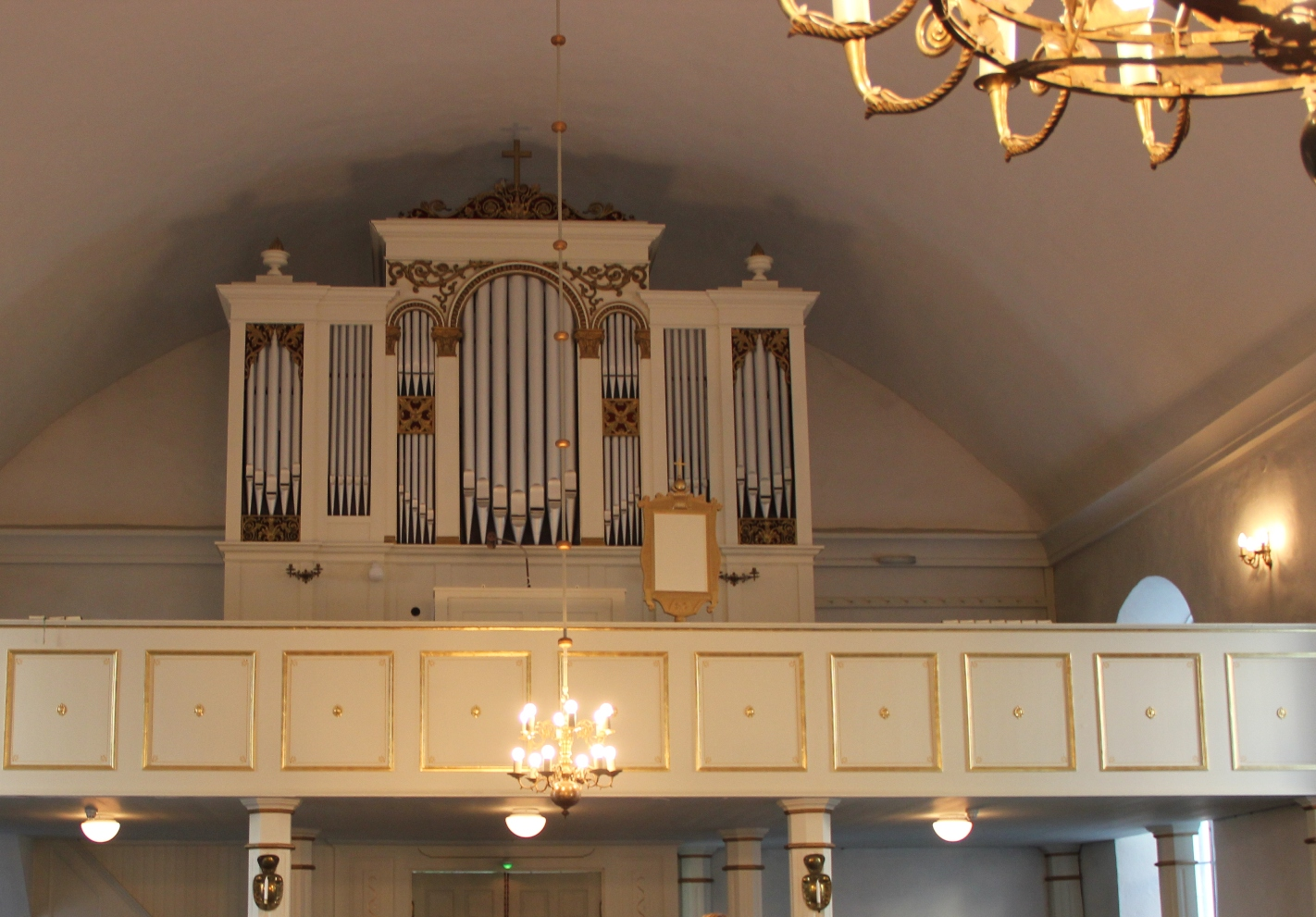
L'orgue
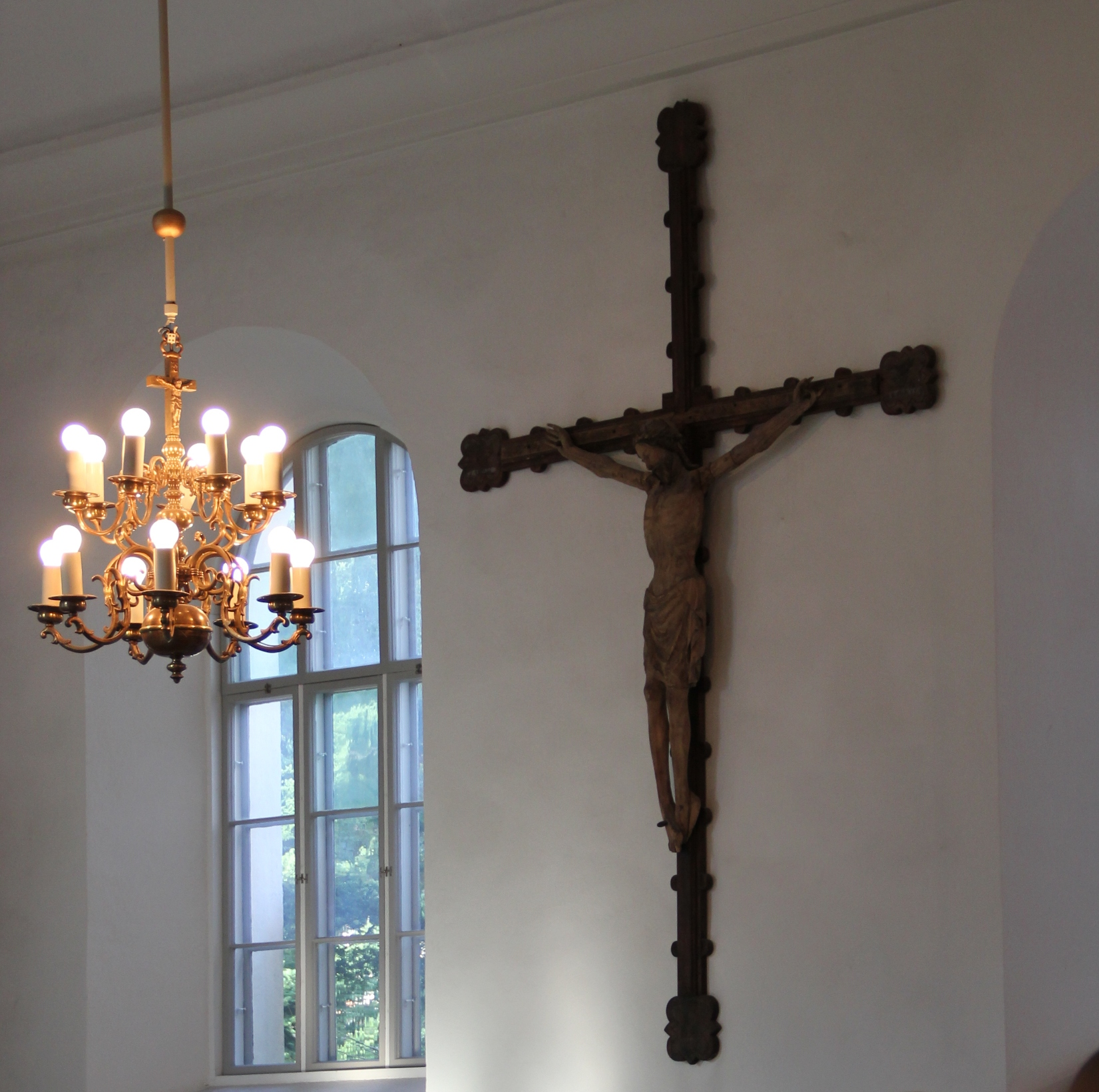
Crucifix du XIVe siècle.